# Nguyễn Anh Hùng
Nguyễn Anh Hùng (sinh ngày 8 tháng 6 năm 1992) là một cầu thủ bóng đá chuyên nghiệp người Việt Nam đang chơi ở vị trí hậu vệ cho câu lạc bộ Hải Phòng.

## Sự nghiệp

### Sông Lam Nghệ An
Nguyễn Anh Hùng trưởng thành từ lò đào tạo của Sông Lam Nghệ An. Năm 2012, anh cùng đội U-21 Sông Lam Nghệ An vô địch giải U-21 quốc gia. Tuy nhiên sau đó, anh bị đội bóng xứ Nghệ thanh lý hợp đồng vì không đáp ứng được yêu cầu về mặt chuyên môn.

### Hùng Vương An Giang
Sau khi rời Sông Lam Nghệ An, Hùng chuyển sang khoác áo Hùng Vương An Giang thi đấu tại giải Hạng nhất quốc gia 2013. Mùa giải đầu tiên, anh thi đấu tổng cộng 13 trong tổng số 14 trận và nghỉ duy nhất một trận vì thẻ phạt giúp câu lạc bộ giành quyền lên chơi tại V.League 1. Phần thưởng dành cho anh là một bản hợp đồng mới.
Trong chuyến trở về quê nhà đối đầu với Sông Lam Nghệ An vào ngày 26 tháng 2 năm 2014, Hùng đã gặp phải chấn thương rất nặng (gãy chân) từ pha vào bóng quyết liệt trên mức cần thiết của Trần Đình Đồng. Hậu quả, anh phải rời xa sân cỏ suốt gần một năm trời và đối mặt với nguy cơ giải nghệ. Ở thời điểm chấn thương sắp lành hẳn thì ban lãnh đạo Hùng Vương An Giang tuyên bố giải tán đội bóng sau khi bị rớt hạng.

### Hải Phòng
Mùa 2015, Anh Hùng ký hợp đồng 2 năm với Hải Phòng và được HLV Trương Việt Hoàng tin dùng. Kết thúc mùa giải, anh đá chính tới 23/24 trận và dù được sắp xếp thi đấu ở vị trí hậu vệ cánh trái hay hậu vệ cánh phải, cầu thủ người Nghệ cũng đều hoàn thành xuất sắc nhiệm vụ được giao.